# 丰原药业
安徽丰原药业股份有限公司（深交所：000153，英文：Anhui Fengyuan Pharmaceutical Co.,Ltd.，简称丰原药业），是中国深圳证券交易所的一家上市公司，成立于1997年8月30日，公司业务范围包括制剂、原料药、健康医疗、商业物流等，是国家级高新技术企业和中国医药工业百强企业。
公司办公地址位于安徽省合肥市包河工业区大连路16号，法人代表为何宏满。公司注册地址位于安徽省芜湖市无为县北门外大街108号。
2017年，公司实现营业收入25.8亿元，同比增长26.77%；实现净利润6535万元，同比增长42.57%。